# Arnel Dedić
Arnel Dedić (* 31. Januar 1976 in Čapljina) ist ein kroatischer Basketballtrainer und ehemaliger -spieler.

## Werdegang

### Spieler
Im Alter von 13 Jahren zog Dedić, ein Vetter von Jasmin Repeša, nach Split. Ab 1989 spielte er für die Jugend von KK Split. Seine Eltern sowie sein Bruder gingen 1993 wegen des Bosnienkriegs nach Dänemark. Mit Splits Herren trat der 1,96 Meter große Aufbauspieler in der ersten kroatischen Liga sowie in der Saison 1995/96 auch im europäischen Vereinswettbewerb Korać-Cup an. Später spielte er ebenfalls in Kroatien für die Erstligisten KK Slavonski Brod und KK Jolly Šibenik. Mit KK Bosna Sarajevo trat er auch in der Adriatischen Basketballliga an und kam 2001/02 in der grenzübergreifenden Spielklasse in 21 Einsätzen auf einen Mittelwert von 9,1 Punkten. Mit HKK Zrinjski Mostar erreichte er in den Spieljahren 2004/05 und 2005/06 in Bosnien und Herzegowina das Halbfinale und war jeweils bester Korbschütze der Mannschaft. Von 2006 bis 2009 spielte Dedić beim dänischen Erstligisten Horsens IC. Seine besten statistischen Werte in seinen drei Spieljahren in Horsens erreichte er 2006/07 mit 14,2 Punkten, 3 Rebounds und 2,5 Korbvorlagen je Begegnung.

### Trainer
2011 wurde Dedić Cheftrainer bei Horsens IC. In der Saison 2011/12 führte er die Mannschaft in der dänischen Meisterschaft auf den dritten Platz, 2012/13 auf den vierten und 2013/14 erneut auf den dritten Rang. 2015 und 2016 gewann Horsens unter Dedić jeweils die dänische Meisterschaft, in der Saison 2014/15 zusätzlich den Pokalwettbewerb. 2017 und 2018 wurde er mit Horsens Zweiter. In den Spieljahren 2012/13, 2014/15 und 2017/18 wurde er als bester Trainer der dänischen Liga ausgezeichnet. In der Saison 2018/19 führte er Horsens zum Pokalsieg und in die Endspiele um die dänische Meisterschaft. In der Halbzeitpause des dritten Finalspiels eskalierte ein Streit zwischen Dedić und einem seiner Spieler, dem US-Amerikaner Brandon Tabb, es kam daraufhin zu einem Tumult in der Umkleidekabine. Dedić wurde anschließend noch vor dem letzten Finalspiel entlassen. Neben seiner Tätigkeit bei Horsens IC war Dedić Basketballtrainer an einer Sportschule in Hornsyld.
Im Vorfeld der Saison 2019/20 wurde er Cheftrainer des Team FOG Næstved, ebenfalls in der ersten dänischen Liga. Im Mai 2021 ging seine Amtszeit in Næstved zu Ende. Ende Juni 2021 wurde Dedić dänischer Nationaltrainer. In seiner bis September 2022 andauernden Amtszeit betreute er die Nationalmannschaft in zehn Länderspielen (drei Siege, sieben Niederlagen). Mit Beginn der Saison 2022/23 wurde er als Trainer von Rapla KK in Estland tätig. Dedić war bis Dezember 2023 für den Verein tätig.